# Velets
Els velets —veleti en llatí, wieleten en alemany, wieleci en polonès— o wilzi o wiltzes —wilzi en llatí, wilzen en alemany— foren un grup de tribus lequites medievals en el territori de l'Alemanya moderna nord-est (vegeu polabis eslaus), probablement derivat del poble anomenat abans veltes. Igual que altres grups eslaus entre els rius Elba i Oder, van ser descrits sovint per fonts germàniques com wends. Al final del segle X van ser seguits pels luticis. En la Vita Karoli Magni de Einhard es diu que els Wilzi es referien a si mateixos com Welatabis.
Els velets es van traslladar a les modernes zones del sud Mecklenburg-Pomerània Occidental al llarg dels segles VI i VII i van assimilar la resta de la població germànica i tribus eslaves de l'oest que s'havien traslladat prèviament en aquesta zona de l'orient. El Geògraf Bavarès (Geographus Bavarus) un document anònim medieval compilat a Regensburg el 830, conté una llista de les tribus a Europa central i Oriental a l'est de l'Elba. Entre altres tribus esmenta els uuilci (veleti), amb 95 civitas.
Aquesta divisió política dels velets es va produir probablement a causa de la grandària de la zona habitada, amb assentaments agrupats al voltant de rius i de forts i separats per tires grans de boscos. A més, el rei velet Dragowit havia estat derrotat i convertit en vassall per Carlemany en l'única expedició en territori eslau dirigida pel mateix Carlemany, el 798, de manera que el centre del poder velet va entrar en col·lapse. Els velets van ser envaïts pels francs durant les seves expedicions a terres obodrites, amb els obodrites sent aliats dels francs contra els saxons. Eginard fa aquestes afirmacions en "Vita Karoli Magni" (La vida de Carles el Gran), una biografia de Carlemany, rei dels francs.
A partir del segle x, els velets desapareixen dels registres escrits, i van ser reemplaçats pel luticis que almenys en part va continuar la tradició velètia.